# منطقة تلاق

تتلاقى نسائم البحر متوسطة الشمول في كوبا من كلا السواحل لتشكل خطوطًا من الركام.

منطقة التلاقي أو الالتقاء أو التقارب في علم الأرصاد الجوية هي منطقة في الغلاف الجوي حيث تتلاقى وتتفاعل ريحان سائدان ما يؤدي إلى ظروف مناخية مميزة عادةً. يؤدي هذا إلى تراكم كتلة يؤدي في النهاية إلى حركة عمودية وتشكيل السحب وهطول الأمطار. يرتبط التلاقي الواسع المسمى التلاقي على النطاق الإجمالي بأنظمة الطقس مثل الأخاديد ومناطق المنخفضات والأعاصير. منطقة التلاقي الواسعة التي تشكلت فوق خط الاستواء نطاق الرهو قد تكثفت واشتدت نتيجة للزيادة العالمية في درجة الحرارة.  سوف يعطي التقارب على نطاق صغير ظواهر من السحب الركامية المعزولة إلى مناطق واسعة من العواصف الرعدية.
عكس التقارب أو الالتقاء هو التباعد .